# Aquixcuatitla, Veracruz
Aquixcuatitla är en ort i Mexiko.   Den ligger i kommunen Chalma och delstaten Veracruz, i den sydöstra delen av landet, 210 km norr om huvudstaden Mexico City. Aquixcuatitla ligger 179 meter över havet och antalet invånare är 187.
Terrängen runt Aquixcuatitla är platt åt nordost, men åt sydväst är den kuperad. Terrängen runt Aquixcuatitla sluttar norrut. Runt Aquixcuatitla är det ganska tätbefolkat, med 248 invånare per kvadratkilometer. Närmaste större samhälle är Huejutla de Reyes, 11,1 km söder om Aquixcuatitla. Omgivningarna runt Aquixcuatitla är en mosaik av jordbruksmark och naturlig växtlighet.